# Bent Nørregaard Jensen
Bent Nørregaard Jensen (ur. 2 grudnia 1949 w Bække) – duński żużlowiec, występujący również na długim torze.

## Życiorys
Sześciokrotny medalista indywidualnych mistrzostw Danii: złoty (1974), czterokrotnie srebrny (1968, 1969, 1970, 1972) oraz brązowy (1971). Złoty medalista młodzieżowych indywidualnych mistrzostwa Danii (1967).
Wielokrotny reprezentant Danii na arenie międzynarodowej. Finalista mistrzostw świata par (Malmö 1970 – V miejsce). Trzykrotny uczestnik eliminacji drużynowych mistrzostw świata (1970, 1971, 1972). Wielokrotny uczestnik eliminacji indywidualnych mistrzostw świata (najlepszy wynik: Frederica 1974 – XII miejsce w finale brytyjsko-skandynawsko-amerykańskim). 
Sukcesy odnosił również na długim torze: czterokrotny finalista indywidualnych mistrzostw świata (najlepsze wyniki: Oslo 1971 – V miejsce, Mühldorf 1972 – V miejsce) oraz dwukrotny medalista indywidualnych mistrzostw Danii (złoty – 1970, srebrny – 1971).